# مناطق آماری اسلوونی
مناطق آماری اسلوونی ۱۲ نهاد اداری هستند که در سال ۲۰۰۰ برای اهداف قانونی و آماری ایجاد شدند.

## بخش
طی حکمی در سال ۲۰۰۰، اسلوونی به ۱۲ منطقه آماری (سطح طبقه‌بندی واحدهای سرزمینی برای آمار -۳) تقسیم شده‌است که در دو منطقه انسجام (سطح طبقه‌بندی واحدهای سرزمینی برای آمار-۲) گروه‌بندی می‌شوند. که جایگزین مناطق قدیمی کشور می‌شود.

## مناطق
مناطق آماری به دو منطقه انسجام گروه‌بندی شده‌اند:
- اسلوونی شرقی (Vzhodna Slovenija – SI01)، که مناطق مورا، دراوا، کارینتیا، ساوینجا، ساوا مرکزی، ساوا پایین، اسلوونی جنوب شرقی و کارنیولای ساحلی-داخلی را گروه‌بندی می‌کند.
- غرب اسلوونی (Zahodna Slovenija – SI02)، که مناطق اسلوونی مرکزی، کارنیولای بالایی، گوریزیا و مناطق ساحلی-کارست را گروه‌بندی می‌کند.

| مناطق آماری               | مناطق آماری         | مناطق آماری | مناطق آماری    | مناطق آماری       | مناطق آماری  |
| نام انگلیسی               | نام اسلوونیایی      | کد          | بزرگترین شهر   | مساحت (کیلومتر 2) | جمعیت (2019) |
| ------------------------- | ------------------- | ----------- | -------------- | ----------------- | ------------ |
| مورا                      | پومورسکا            | SI011       | مورسکا سوبوتا  | ۱٬۳۳۷             | ۱۱۴٬۲۸۷      |
| دراوا                     | پودراوسکا           | SI012       | ماریبور        | ۲٬۱۷۰             | ۳۲۴٬۱۰۴      |
| کارنتیا                   | کوروشکا             | SI013       | Slovenj Gradec | ۱۰۴۱              | ۷۰٬۵۸۸       |
| ساوینجا                   | ساوینجسکا           | SI014       | سلیه           | ۲٬۳۸۴             | ۲۶۱٬۸۵۱      |
| ساوا مرکزی                | Zasavska            | SI015       | تربوولیه       | ۲۶۴               | ۴۱۶۰۶        |
| ساوا پایین                | پوساوسکا            | SI016       | کرشکو          | ۸۸۵               | ۷۰٬۰۶۷       |
| جنوب شرقی اسلوونی         | یوگوژودنا اسلوونی   | SI017       | نوو مستو       | ۲۶۷۵              | ۱۴۴٬۰۳۲      |
| لیتورال – کارنیولای داخلی | پریمورسکو-نوترنجسکا | SI018       | پستوینا        | ۱٬۴۵۶             | ۵۲٬۵۴۴       |
| اسلوونی مرکزی             | اسلوونی مرکزی       | SI021       | لیوبلیانا      | ۲٬۵۵۵             | ۵۶۴٬۵۲۷      |
| کارنیولای بالایی          | گورنیسکا            | SI022       | کرانج          | ۲٬۱۳۷             | ۲۰۴۶۷۰       |
| گوریزیا                   | گوریشکا             | SI023       | نوا گوریکا     | ۲٬۳۲۵             | ۱۱۷٬۶۱۶      |
| ساحلی – کارست             | اوبالنو کراشکا      | SI024       | کپر            | ۱۰۴۴              | ۱۱۵٬۰۱۶      |

## منبع جدول
- مناطق اسلوونی در ۲۰۱۴